# Liste der Wohnadressen von George du Maurier
Die nachstehende Liste der Wohnadressen von George du Maurier beinhaltet alle nachvollziehbaren Wohnadressen des britischen Autors und Zeichners George du Maurier. Jede Adressangabe ist mit einem Quellennachweis hinterlegt. Da teilweise widersprüchliche Angaben existieren, wurde der Schwerpunkt der frühen Jahre (bis etwa 1860) auf die Familiengeschichte The Du Mauriers seiner Enkelin Daphne du Maurier gelegt. Für die Jahre zwischen 1860 und 1867 wurden in erster Linie die Briefe von George du Maurier herangezogen, die später von Daphne du Maurier in dem Buch The young George du Maurier – A Selection of his Letters, 1860–67 herausgegeben wurden. Angaben ab 1867 erfolgen im Wesentlichen auf Basis von British History Online sowie von Websites, die sich ausführlicher mit George du Maurier befasst haben.
Der bedeutendste Widerspruch innerhalb der beiden erstgenannten Quellen ergibt sich über die Dauer des Aufenthaltes in der Rue de Passy sowie einer möglichen vierjährigen Wohnzeit in der Rue de la Tour.
Die in der Liste abgebildeten Fotos zeigen nur in einigen Fällen das Haus, in dem George du Maurier tatsächlich lebte. Häufig besteht das alte Gebäude nicht mehr und wurde durch ein neues Gebäude ersetzt, das sich aber unter derselben Nummer befindet. Manchmal bestehen die alten Hausnummern gar nicht mehr, wie zum Beispiel in der Londoner Berners Street (einer Seitenstraße der Oxford Street, die parallel zur Newman Street verläuft, auf die gleich noch eingegangen wird). Dort besteht kein Haus mehr mit der Nummer 8, sondern das unter Nummer 10 liegende Hotel Berners nimmt den Platz der früheren Häuser Nummer 6 bis 10 ein. Ähnlich ist es in der Newman Street, in der es kein Haus mehr mit der Nummer 70 gibt. Dort befindet sich neben dem Haus Nummer 66–67 gleich das Haus Nummer 71. Häuser mit den Nummern 85 und 91 sind zwar vorhanden. Sie sind aber derart modern, dass sie keinerlei Ähnlichkeit mehr mit dem von George du Maurier bewohnten Haus haben, so dass auf eine Abbildung verzichtet wurde. Diese schmucklosen Bürogebäude ähneln eher dem Haus in der Düsseldorfer Schadowstraße, dessen Foto als Beispiel für die rasante Stadtentwicklung aber in der Liste enthalten ist.
| Zeit      | Wohnort                                                     | Besonderheiten |
| --------- | ----------------------------------------------------------- | --- |
| 1834–1835 | Paris, Champs Élysées Nr. 80 (Wohnung im 1. OG)             | Hier wurde George du Maurier alias „Kicky“ am 6. März 1834 geboren. |
| 1835–1838 | Namentlich nicht genannter Vorort von Brüssel               | Hier wurde sein Bruder Alexandre Eugène alias „Gyggy“ 1836 geboren. |
| 1838–???? | London, Haus in Marylebone, Devonshire Terrace Nr. 1        | Hier wurde seine Schwester Isabella 1839 geboren. |
| ????–1842 | Boulogne, Grande Rue                                        | Hier lebte er mit seiner Mutter und den beiden Geschwistern bei seiner Großmutter, während sein Vater auf längerer Auslandsreise in Indien war. |
| 1842–1847 | Passy, Rue de Passy, Eckhaus zur Rue de la Pompe (1. OG)    | Die Zeit in Passy bildete die Vorlage zu seinem ersten Roman Peter Ibbetson. Das Haus existierte bereits 1887 nicht mehr. An seiner Stelle verläuft heute die Avenue Paul Doumer. |
| 1847–1851 | Paris, Rue du Bac                                           | |
| 1851–1856 | London, Pentonville, Wharton Street Nr. 44                  | Er zog eher widerwillig hierher zu seinem Vater, seine Mutter und Schwester Isabella folgten später. George fühlte sich hier nie wohl und nachdem sein Vater in dem Haus gestorben war, zog die Familie umgehend fort. |

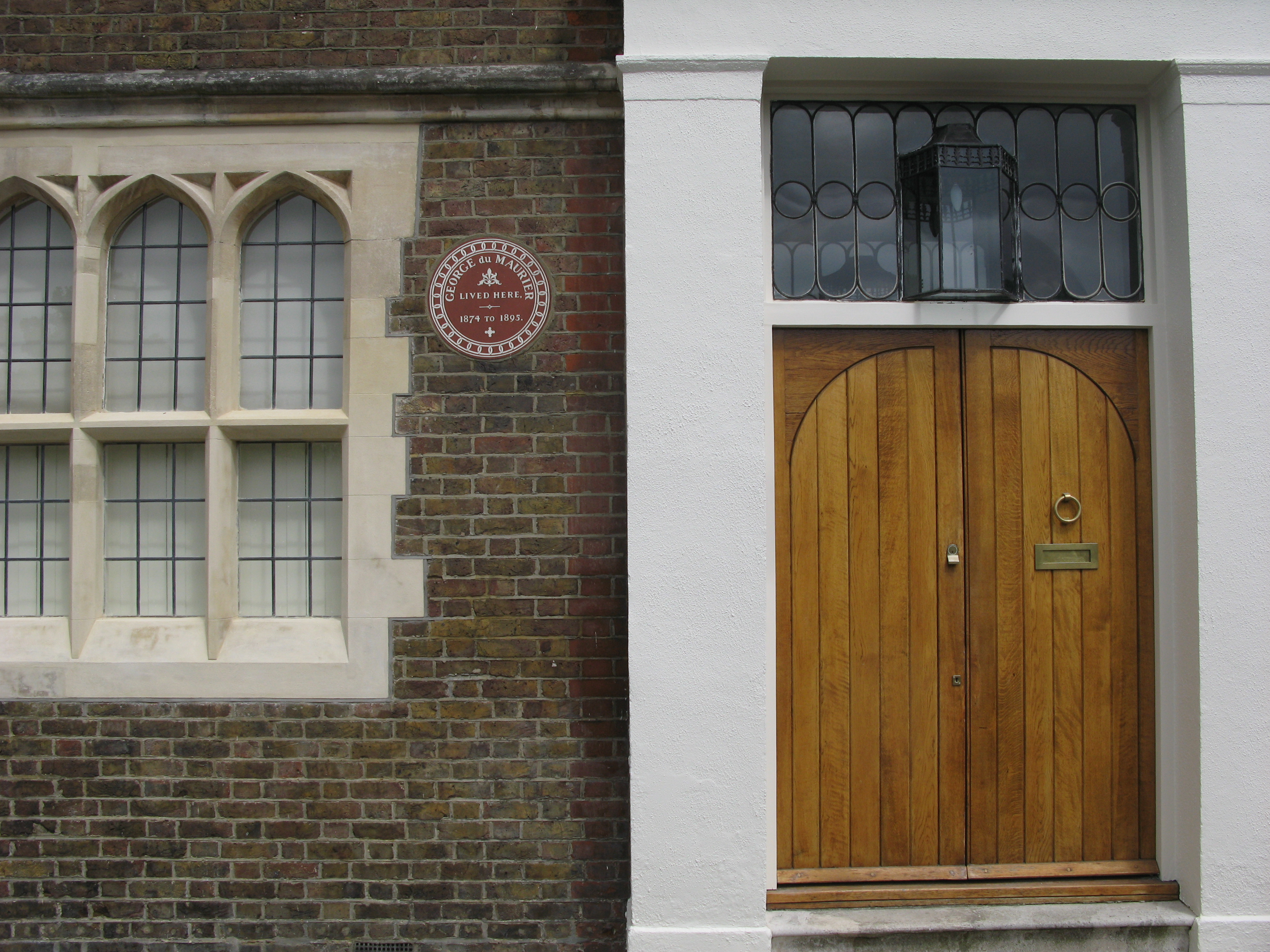
Eine Plakette am New Grove House erinnert daran, dass George du Maurier hier zwischen 1874 und 1895 lebte.

| 1856–1857 | Paris, Rue du Faubourg Poissonnière                         | Hier hatte sein Vater bereits zu Beginn der 1840er Jahre eine Wohnung erworben, in die George sich zurückziehen konnte und sein lang ersehntes Kunststudium begann. Dieses absolvierte er im Gleyre’s Studio, Quartier Latin, Rue Notre-Dame-des-Champs. Diese Zeit bildete die Vorlage zu seinem zweiten Roman Trilby.                                            |
| 1857–1858 | Antwerpen (in einem schäbigen Zimmer über einem Marktplatz) | Hier passierte 1858 die „Tragödie seines Lebens“, als er auf dem linken Auge erblindete. In seinem dritten Roman The Martian erblindet seine Romanfigur Barty Josselin ebenfalls auf dem linken Auge und wohnt vorübergehend an der Place de Meer bzw. der Place Verte in Antwerpen.                                                                               |
| 1858–1859 | Mechelen                                                    | Hier bezog seine Mutter eine Wohnung, nachdem sie von seiner Krankheit erfuhr. Allem Anschein nach zog er zu ihr bzw. lebte zumindest zeitweise hier. Seine Romanfigur Barty Josselin wohnt zeitweise ebenfalls in Mechelen; bei seiner Tante in dem Haus Nummer 36 der Rue des Ursulines Blanches. Möglicherweise lebte der Autor ebenfalls unter dieser Adresse? |
| 1859–1860 | Düsseldorf, Schadowstraße Nr. 84                            | Der Umzug nach Düsseldorf erfolgte, nachdem er von einem weltweit anerkannten Augenspezialisten mit Praxis in Gräfrath erfahren hatte. |
| 1860      | London, Soho, Newman Street Nr. 70                          | Hier wohnte er für einige Monate (ca. Mai bis Oktober) im Hinterzimmer des Ateliers seines Freundes Jimmy Whistler. |
| 1860      | London, Soho, Berners Street Nr. 8                          | Hier wohnte er etwa einen Monat im November 1860. |
| 1860–1861 | London, Soho, Newman Street Nr. 85                          | Hier wohnte er etwa von November 1860 bis Mai 1861 |
| 1861–1862 | London, Soho, Newman Street Nr. 91                          | Seine letzte Wohnadresse als Junggeselle von Juni 1861 bis Dezember 1862 |
| 1863      | London, Bloomsbury, Great Russell Street Nr. 46             | Erste Adresse nach seiner Heirat mit Emma Wightwick am 3. Januar 1963. Hier bezog das Paar eine Wohnung im 2. OG und George ein Studio im EG. Das Haus liegt unmittelbar gegenüber dem British Museum. |
| 1863–1868 | London, Bloomsbury, Great Russell Street Nr. 91 (1. OG)     | Gemäß den Absenderadressen seiner Briefe lebte er mit Emma bereits ab Juni 1863 unter dieser Nummer und blieb dort gemäß der am Haus angebrachten Plakette bis 1868 wohnen. |
| 1868–1870 | London, Kensington, Earls Terrace Nr. 12                    | |
| 1870–1874 | London, Hampstead, Church Row Nr. 27                        | Hier wurde 1873 sein Sohn Gerald geboren. |
| 1874–1895 | London, Hampstead, New Grove House, Hampstead Grove Nr. 28  | Mit einer Wohndauer von mehr als 20 Jahren seine langjährigste Adresse, unter der er bis kurz vor seinem Tod lebte. |
| 1895–1896 | London, Paddington, Oxford Square Nr. 17                    | Etwa ein Jahr vor seinem Tod zog es ihn ins Stadtzentrum von London zurück, was auch durch das Auslaufen des Mietvertrages seines langjährigen Wohnsitzes in Hampstead bedingt war. An seiner letzten Adresse verstarb George du Maurier am 8. Oktober 1896. |